# Charaxes kivuanus
Charaxes kivuanus är en fjärilsart som beskrevs av Jordan 1925. Charaxes kivuanus ingår i släktet Charaxes och familjen praktfjärilar. Inga underarter finns listade i Catalogue of Life.